# Taillis
Taillis ist eine Gemeinde in der Bretagne in Frankreich. Sie gehört zum Département Ille-et-Vilaine, zum Arrondissement Fougères-Vitré und zum Kanton Vitré. Die Bewohner nennen sich Taillissiens.

## Lage
Sie grenzt im Nordwesten an Val-d’Izé, im Norden an Saint-Christophe-des-Bois, im Osten an Balazé, im Süden an Montreuil-sous-Pérouse und im Südwesten an Landavran. An der nordwestlichen Gemeindegrenze verläuft das Flüsschen Palet, das zur Cantache entwässert.

## Bevölkerungsentwicklung
| Jahr      | 1962 | 1968 | 1975 | 1982 | 1990 | 1999 | 2008 | 2013 |
| --------- | ---- | ---- | ---- | ---- | ---- | ---- | ---- | ---- |
| Einwohner | 607  | 608  | 627  | 686  | 758  | 768  | 967  | 1029 |

## Sehenswürdigkeiten
- Kriegerdenkmal

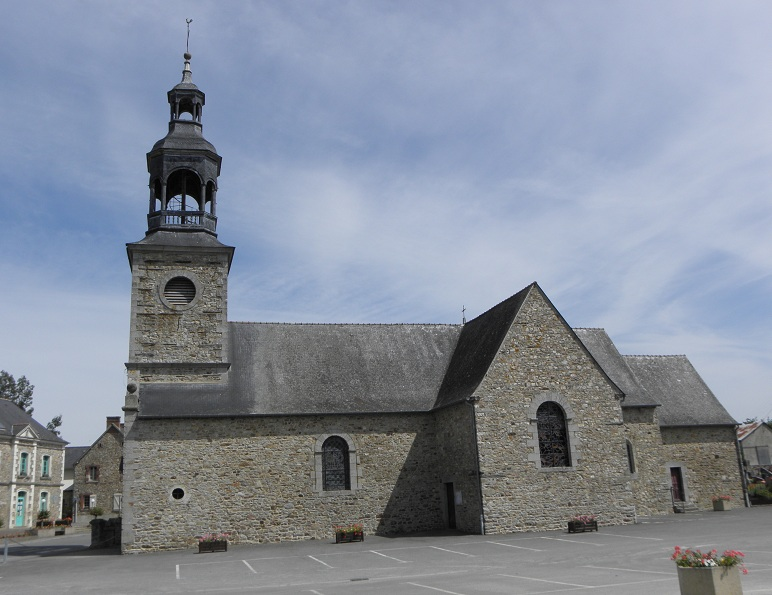
Kirche Saint-Pierre
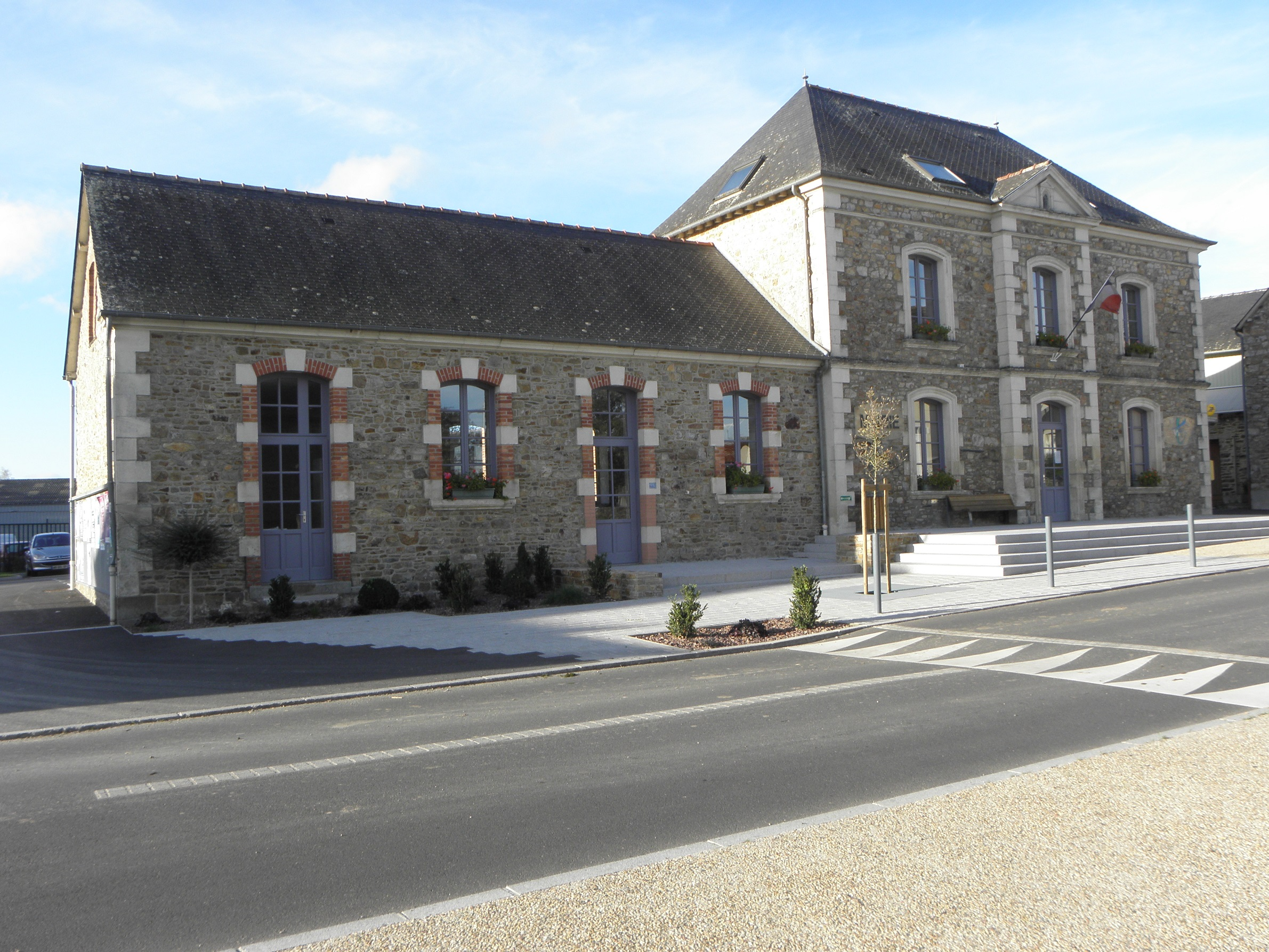
Mairie Taillis

- Kirche Saint-Pierre
- Mairie Taillis